# Slobozia (gmina Schitu Duca)
Slobozia – wieś w Rumunii, w okręgu Jassy, w gminie Schitu Duca. W 2011 roku liczyła 453 mieszkańców.